# داتون (آلاباما)
داتون (به انگلیسی: Dutton) شهری در شهرستان جکسون ایالت آلاباما است که مساحت آن ۲٫۲۴ کیلومتر مربع است و در سرشماری سال ۲۰۱۰ میلادی، ۳۱۵ نفر جمعیت داشته و تراکم جمعیتی آن، ۱۴۰٫۶۳ نفر در هر کیلومتر مربع بوده است.